# Phyllis Spira
Phyllis Bernice Spira (Johannesburg, 18 ottobre 1943 – Città del Capo, 11 marzo 2008) è stata una ballerina sudafricana, che iniziò la sua carriera con il Royal Ballet in Inghilterra. Al ritorno in Sudafrica, trascorse ventotto anni come prima ballerina del Balletto Capab, una compagnia professionale di Città del Capo, dal nome del Cape Performing Arts Board.

## Primi anni e formazione
Nata a Johannesburg, Phyllis Bernice Spira è stata la prima figlia femmina e il secondo figlio di Lazar e Fanny Pauline (Rosen) Spira, genitori di classe operaia che vivevano in una modesta casa nel piacevole sobborgo di Orange Grove. Quando aveva 4 anni, la piccola Phyllis fu iscritta alle lezioni di danza classica, dove, anche in quella tenera età, ha mostrò talento per la danza. Dopo aver frequentato una scuola materna ebraica, ella fu educata alla Orange Grove Primary School e Waverly High School for Girls, dove le lezioni di danza classica e la formazione per la musica erano attività extrascolastiche. Quando compì 15 anni, la sua direttrice, riconoscendo il suo talento eccezionale, ottenne il permesso ufficiale per farle lasciare la scuola alla fine del decimo di grado portare avanti la sua formazione di danza. Di lì a poco, le fu offerta la possibilità di partecipare alla Royal Ballet School di Londra. Nonostante la preoccupazione dei genitori di fronte alla prospettiva della loro figlia adolescente che viveva da solo in una grande città straniera, lei fu permesso di correre il rischio.
Essendo arrivata a Londra nel maggio 1959 Spira iniziò la sua formazione presso la Royal Ballet School quando aveva solo 16 anni. Le sue qualità speciali di movimento presto suscitarono commenti favorevoli. Ninette de Valois, direttrice della scuola, si riferiva a lei come "una Markova bambina", confrontandola con la famosa ballerina britannica Alicia Markova. Ottenuta una borsa di studio, Spira procedeva rapidamente attraverso il corso di studio. Dopo solo pochi mesi, fece il suo esordio in una rappresentazione de Il Lago dei cigni al Covent Garden, ballando nel pas de trois, nell'atto 1, come Cygnet negli atti 2 e 4, e nella Danza Napoletana nell'atto 3. Al che ella fu invitata a far parte della società Royal Ballet tour. Aveva 17 anni all'epoca.

## Carriera professionale
Così fu lanciata la carriera di una ballerina che è stata molto ammirata in Inghilterra e che divenne "la regina indiscussa del balletto in Sudafrica."

### Inghilterra
Spira rimase con il gruppo itinerante del Royal Ballet per tre anni, dal 1960 al 1963. Promossa a solista nel 1961, ballò in spettacoli nelle province inglesi, Europa continentale, Scandinavia, Medio Oriente e l'Estremo Oriente, facendo occasionali apparizioni in televisione in Inghilterra e in Giappone. Tra i ruoli in evidenza e importanti nel suo repertorio ci sono stati il pas de trois ne Les Rendezvous di Frederick Ashton e Danses Concertantes di Kenneth MacMillan, il ruolo da protagonista in Pineapple Poll di John Cranko, e Phyllis in Toccata di Alan Carter, un ruolo creato appositamente per lei nel 1962. Un futuro promettente giaceva ai suoi piedi, ma la sua nostalgia di "fatto in casa" le fece decidere di tornare in Sudafrica nel 1964.

### Sudafrica
Nel 1963, il governo sudafricano aveva deciso quattro compagnie di balletto professionali, una in ciascuna delle quattro province. Le due più energico erano il PACT Ballet, dal nome del Performing Arts Council del Transvaal, a Johannesburg e il CAPAB Ballet, dal nome del Cape Performing Arts Board, a Città del Capo. Al ritorno nella sua città natale, Spira si unì al PACT Ballet, sotto la direzione di Faith de Villiers, subito dopo che si era formato. Durante la sua breve permanenza in carica con questa nuova, giovane compagnia, ballò nei ruoli principali del Lago dei cigni, Giselle, Sylvia, e Casse Noisette (Lo Schiaccianoci). Una sfortunata controversia sullo stipendio portò alle sue dimissioni, insieme al suo abituale partner Gary Burne, per andare alla compagnia di Città del Capo.
Spira e Burne si unirono al CAPAB Ballet come suoi ballerini nel 1965, lasciandolo temporaneamente in 1967-1968 e per andare a Toronto per danzare con il Balletto Nazionale del Canada, diretto da Celia Franca. Dopo aver girato il Nord America con questa compagnia, ritornarono in Sudafrica alla fine del 1968 e successivamente si rimisero col CAPAB Ballet. Si esibirono in una partnership molto in voga fino a che Burne non lasciò la compagnia nel 1971. Da allora in poi formò un'altra collaborazione con il bellissimo Eduard Greyling, che durò per circa diciassette anni, fino a quando Spira si ritirò dal palcoscenico.
Il repertorio di Spira spaziava ampiamente, passando dal lirico (Les Sylphides) al drammatico (Romeo e Giulietta) al tecnicamente spettacolare (Don Chisciotte). La sua musicalità, intelligenza teatrale e il senso dell'umorismo le  permise di interpretare i ruoli più disparati con grande finezza. Ha ballato la ragazza tradita ne La carriera di un libertino, della de Valois; la giovane ragazza ne I due piccioni, di Ashton; e il ruolo di protagonista ne La Sylphide di Bournonville, messo in scena da Hans Brenaa. Tra le numerose opere che Burne ha coreografato per lei c'erano The Doves (1966), messi in musica da Aram Katchaturian, e The Birthday of the Infanta (1971), messo in musica da Harry Partch. David Poole ha anche creato ruoli per lei e, come direttore artistico della compagnia, la mise in molti altri ruoli. Oltre danza classica, Spira era una talentuosa ballerina spagnola, apparendo nelle produzioni di Marina Keet dal Cappello a tre punte (1966), ispirato alla famosa musica di Manuel de Falla, e Fiesta Manchega (1973), con musica di Francisco Guerrero. Nel 1971, ha danzato il ruolo di Salomè in John the Baptist, creato da Veronica Paeper sulle musiche di Ernest Bloch, e nel 1976, ha ballato il ruolo principale in Judith, creato da Alfred Rodrigues su musiche di Çetin Işiközlü.
I confronti con Alicia Markova erano continui. Peter Williams, direttore di Dance and Dancers, scrisse che "Spira sembrava incredibilmente simile alla Markova, oltre ad avere un assaggio di Fonteyn, ma con un approccio tutto suo." Descrivendola come "canna-sottile e piccola, con enormi occhi che dominano una faccia da monella," un giornalista del New York Times la paragonò anche alla Markova, osservando che condividono "una purezza classica delle linee ed una delicatezza di stile, unite ad una tecnica d'acciaio." Continuato a dirigere la compagnia di Città del Capo fino al 1988, quando un incidente nella notte di apertura di una nuova produzione di Giselle, portò la sua carriera di danzatrice al termine.

## Onorificenze e premi
Spira ricevette numerosi riconoscimenti e premi nel corso della sua lunga carriera. Due volte vincitrice del Nederburg Award per la danza classica, era anche la beneficiaria del Lilian Solomon Award e del Bellarte Woman of the Year Award per la Provincia del Capo nel 1979.
Nel 1984, le fu concesso il titolo insolito di prima ballerina assoluta dal presidente del Sudafrica. A seguito di questo raro onore, ricevette la più alta onorificenza civile del Sudafrica per eccellenza, l'Ordine per Servizi Meritori, Oro. Nel 2000, ha ricevuto la Medaglia Molteno dal terzo centenario della Fondazione del Capo per il servizio di durata nelle arti dello spettacolo. Nel 2003, è stata nominata membro dell'Ordine della Disa per il suo contributo alla danza ed allo sviluppo del balletto in comunità svantaggiate.

## Età avanzata
Dopo aver lasciato il palcoscenico nel 1988, Spira lavorò come direttore principale del CAPAB Ballet fino al 1999 e durante questo periodo la compagnia fu rinominata Cape Town City Ballet. Lei e suo marito, Philip Boyd, ex ballerino del CAPAB che aveva sposato nel 1986, non ebbero figli, in modo che dedicavano le proprie energie al servizio della comunità. Nominati capi del David Poole Trust Youth Training Program, lei e Boyd lanciarono "Dance for All", il  programma avviato da Poole alcuni anni prima. Il programma di insegnamento della danza a bambini svantaggiati che vivevano in comuni di non bianchi, fu attivo in Gugulethu, Nyanga, e Khayelitsha ai confini di Città del Capo e nelle zone insulari rurali di Barrydale e Montagu. Il programma raggiunse più di settecento bambini ogni anno.
Dopo un infortunio al piede nel mese di agosto 2007 a Londra, Spira ha subito una serie di operazioni su entrambe le gambe. Sopraggiunsero complicazioni e furono effettuati nuovi interventi di chirurgia vascolare, ai quali non sopravvisse. Morì in un ospedale di Città del Capo, all'età di 64 anni.